# ハンバー軽偵察車
ハンバー軽偵察車、またはアイアンサイド（猛者）として知られる車両は、第二次世界大戦中にイギリスで生産された軽偵察車（装輪装甲車）である。
ダンケルク撤退により大量の装甲車両を喪失したイギリスが戦時急造した車両であり、ハンバー社のスーパー・スナイプ乗用車のシャーシに小型の装甲車体を載せたものである。ルーツ・グループによって生産された。これらの車両はNo.19無線装備一式を備えていた。1940年から1943年までに3,600両以上が生産された。
本車はチュニジアとイタリアおよび西ヨーロッパの歩兵偵察連隊とRAF連隊に用いられた。3台のマークIはイギリス王室と閣僚によって使用するために改修され、アイアンサイド特別一等車として知られた。
大戦後、若干の車両がインドと極東のイギリス軍部隊で就役していた。LRC（軽偵察車）は広く偵察部隊によって使われた。

## バリエーション

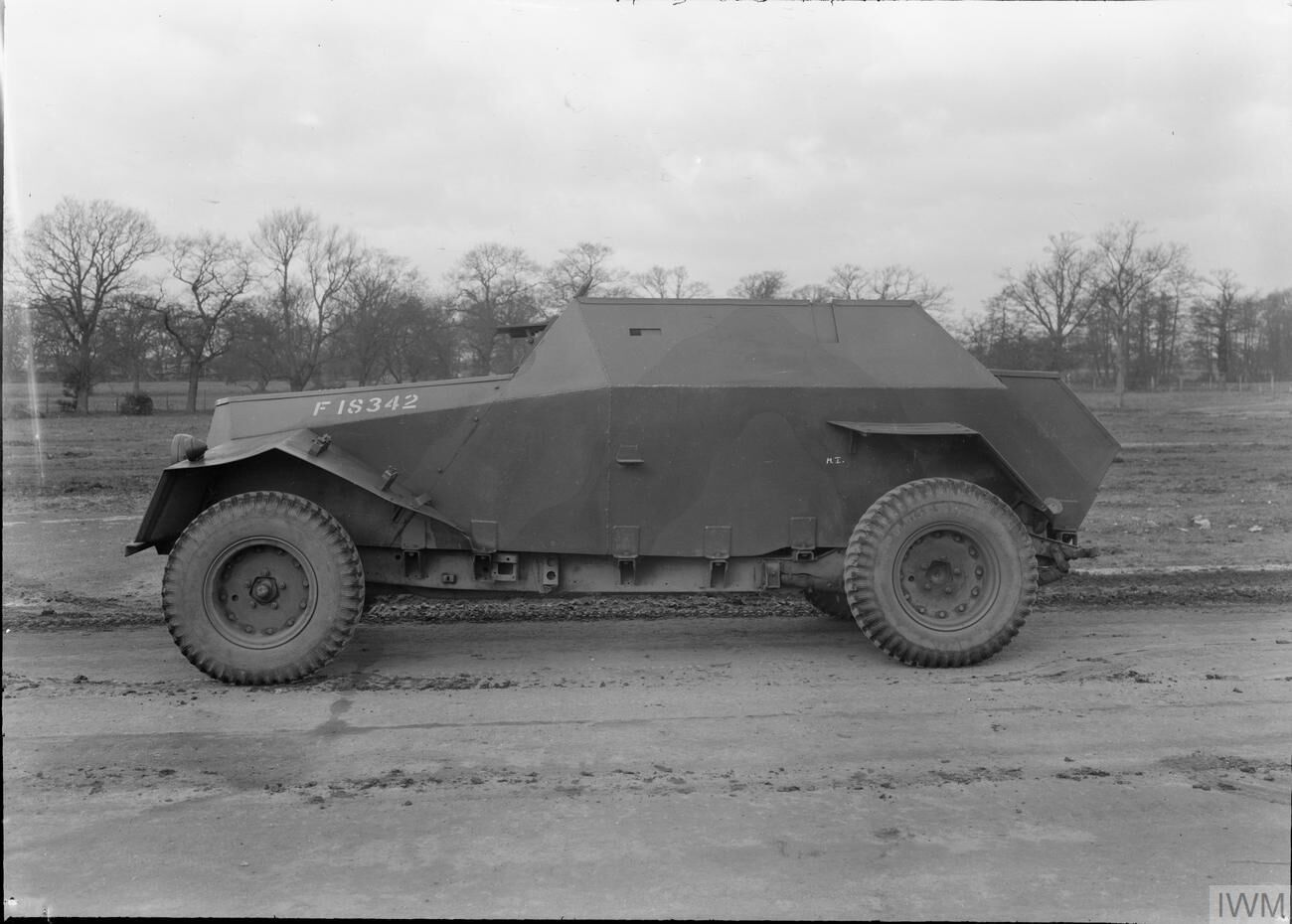
マークI
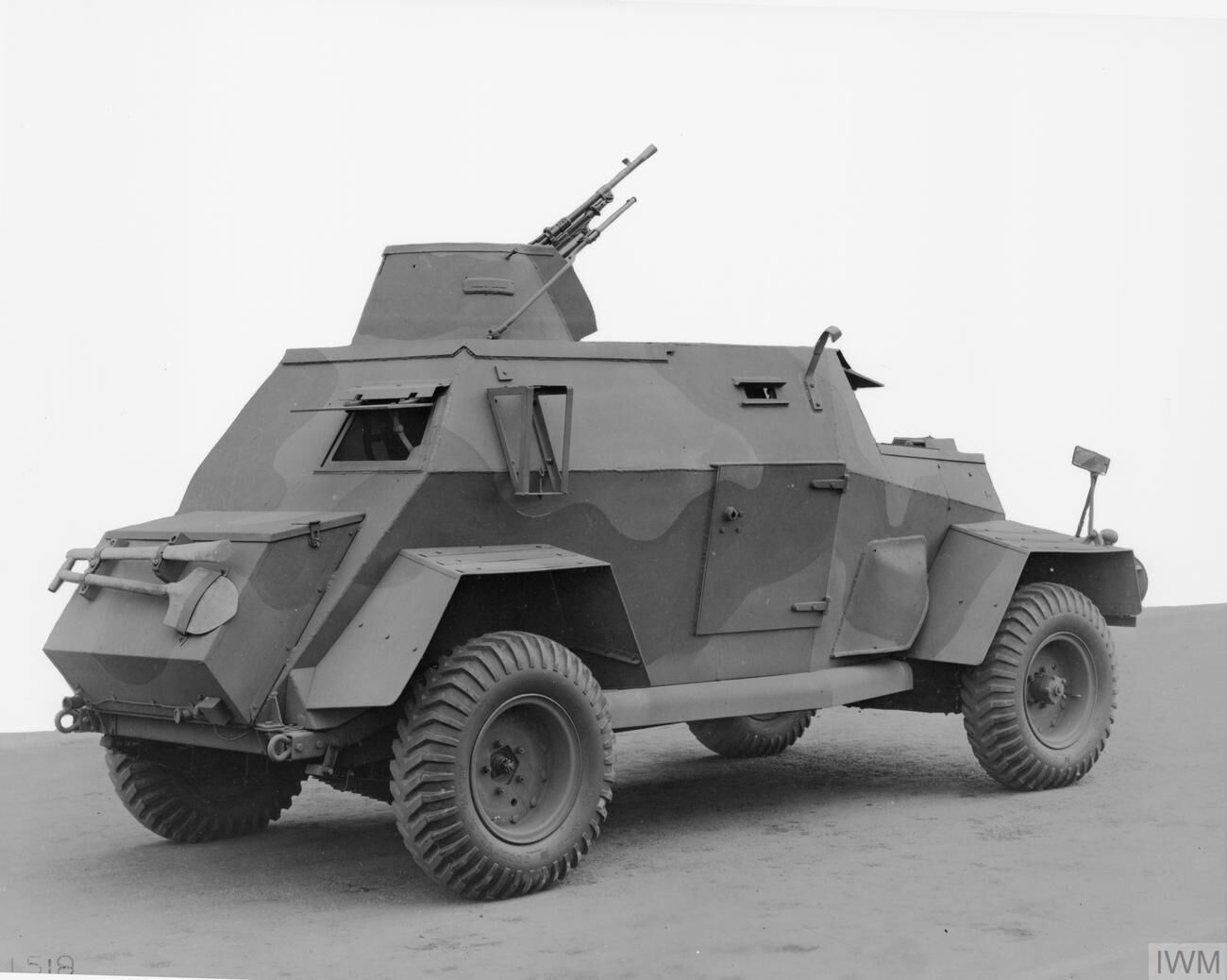
Mk III

マークI
オープントップの原型車両。
マークII
天井を装甲し、機関銃塔を追加。
マークIII
1941年
四輪駆動の車体。外見はマークIIと同様である。
マークIIIA
1943年
装甲板に追加された貼視孔を持つ。前方視界が改善された。
- マークI
- Mk III

## 残存車両
- オランダ機甲部隊博物館はハンバー軽偵察車を展示している。